# Publius Plautius Proculus
Publius Plautius Proculus est un homme politique de l'Empire romain.

## Carrière
Publius Plautius Proculus est consul en 328 av. J.-C.